# 業界地図
業界地図（ぎょうかいちず）とは、業界ごとの企業情報や市場動向を網羅し、日本経済との関係性をマッピング（地図）の形で解説したビジネス雑誌のこと。発刊形態としては、年刊誌が一般的である。
その時々における、最新の市場規模やトレンド、企業業績や業界内の競争関係（市場シェア）の図解化などで構成されている。
特定企業の業績に加え、業界全体の構造や動向を把握できるため、業界研究（市場分析）や株式投資の判断材料、就職・転職活動の情報源、プレゼンの参考として活用される場合もある。業界の情勢を「業界天気図」を用いる業界地図もある。

## 歴史
90年代のバブル崩壊により、大企業が次々に倒産し、それまでの経済構造が大きく変化した。その後、多くの企業間で再編やM&Aにより合併が活発になり、業界の全体像を把握したいというニーズが生まれ、出版業界に「業界地図ブーム」が起こった。そのため、各社から様々な「業界地図」が販売されるようになった。

## 業界地図一覧
| 一覧                | 出版社（編者）             | 創刊年   | 発行形態          | 備考                                           |
| 全国版              | 全国版                     | 全国版   | 全国版            | 全国版                                         |
| ------------------- | -------------------------- | -------- | ----------------- | ---------------------------------------------- |
| 図解！業界地図      | ビジネスリサーチ・ジャパン | 2002年 - | 毎年７月／年１回  | 持ち運べる四六判で、元祖｢業界地図｣。           |
| 会社四季報 業界地図 | 東洋経済新報社             | 2003年 - | 毎年８月／年１回  | 累計250万部突破、業界地図のシェア7割超。       |
| 日経 業界地図       | 日本経済新聞社             | 2005年 - | 毎年８月／年１回  | 2026年版において、掲載業界数No.1の業界地図。   |
| 地方版              |                            |          |                   |                                                |
| ひろしま業界地図    | 広島経済研究所             | 2013年 - | 毎年 - 月／年１回 | 「広島で働くための教科書」として発行している。 |
| 北海道の業界地図    | 北海道新聞社               | 2020年 - | 毎年 - 月／年１回 | 北海学園大学と協力し作成している。             |